# Redfoo

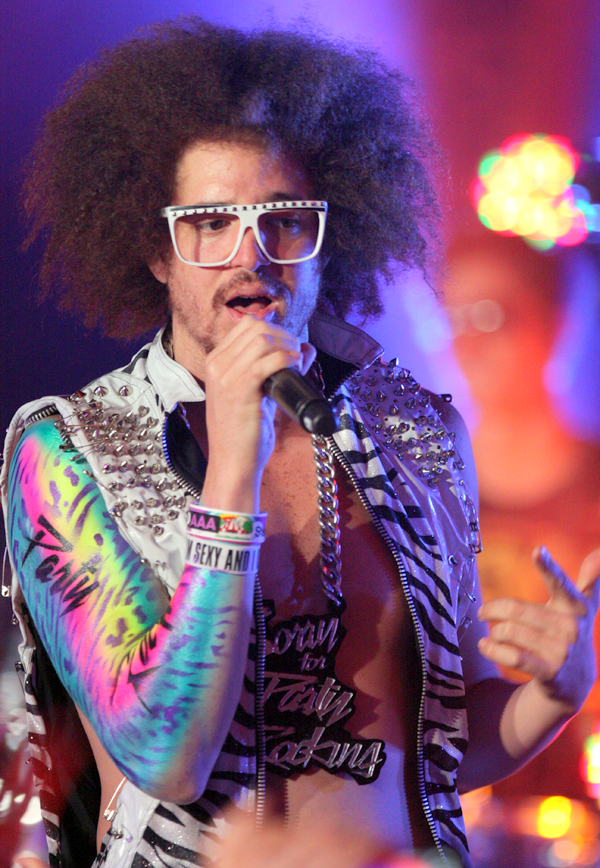
Redfoo (2011)

Redfoo (* 3. September 1975 in Los Angeles, Kalifornien als Stefan Kendal Gordy) ist ein US-amerikanischer Sänger, Rapper, Songwriter und Musikproduzent. Er war Mitglied des Duos LMFAO.

## Leben
Redfoo wurde 1975 in Los Angeles als Sohn von Berry Gordy Jr., Gründer des Musiklabels Motown, und Nancy Leiviska geboren. Rockwell ist sein Halbbruder. Er besuchte gemeinsam mit will.i.am und GoonRock die Junior High School und danach die Palisades Charter High School in Pacific Palisades.

## Karriere als Musiker
Er begann 1997 mit dem Schreiben und Produzieren von Songs und gründete gemeinsam mit Dre Kroon eine Hip-Hop-Band. Im selben Jahr brachten die beiden das Album Balance Beam mit mehreren Songs heraus. Allerdings löste sich die Band wenig später wieder auf und RedFoo versuchte sich als Day-Trader. Er unterstützte auch den Rapper Defari bei dessen Album Focused Daily. 2004 konnte er sich gemeinsam mit den Rappern Figgkidd und Tech N9ne in den australischen Top 50 Charts platzieren. 2007 gründete er gemeinsam mit seinem Neffen Skyler Austen Gordy alias Sky Blu das Electro-/Hip-Hop-Duo LMFAO, das seit Herbst 2012 eine Pause auf unbestimmte Zeit macht. RedFoo arbeitete auch bei Songs von Pitbull mit und schrieb und produzierte drei Songs für Carly Rae Jepsen.
Nach LMFAO nahm er ein Soloalbum mit dem Titel Party Rock Mansion auf. Danach war er einer der Juroren in der Castingshow The X Factor im australischen Fernsehen. Im September 2013 hatte er mit dem Song Let's Get Ridiculous, den er in der Show vorstellte, einen Nummer-eins-Hit in Australien. Im November 2013 moderierte er die  MTV Europe Music Awards in Amsterdam.

## Diskografie

### Studioalben
| Jahr | Titel              | Höchstplatzierung, Gesamtwochen, AuszeichnungChartsChartplatzierungen (Jahr, Titel, Platzierungen, Wochen, Auszeichnungen, Anmerkungen) | Anmerkungen                                           |
| Jahr | Titel              | Dance | Anmerkungen                                           |
| ---- | ------------------ | --- | ----------------------------------------------------- |
| 1997 | Balance Beam       | — | Erstveröffentlichung: 10. Oktober 1997 mit Dre’ Kroon |
| 2016 | Party Rock Mansion | Dance8 (1 Wo.)Dance | Erstveröffentlichung: 18. März 2016                   |

grau schraffiert: keine Chartdaten aus diesem Jahr verfügbar

### Singles als Leadmusiker
| Jahr | Titel Album                     | Höchstplatzierung, Gesamtwochen, AuszeichnungChartsChartplatzierungen (Jahr, Titel, Album, Platzierungen, Wochen, Auszeichnungen, Anmerkungen) | Anmerkungen                             |
| Jahr | Titel Album                     | Dance | Anmerkungen                             |
| ---- | ------------------------------- | --- | --------------------------------------- |
| 2012 | Bring Out the Bottles –         | Dance36 (14 Wo.)Dance | Erstveröffentlichung: 28. Dezember 2012 |
| 2013 | I’ll Award You With My Body –   | — | Erstveröffentlichung: 6. Juni 2013      |
| 2013 | Let’s Get Ridiculous –          | Dance48 (1 Wo.)Dance | Erstveröffentlichung: 8. September 2013 |
| 2014 | New Thang Party Rock Mansion    | Dance42 (10 Wo.)Dance | Erstveröffentlichung: 6. August 2014    |
| 2015 | Juicy Wiggle Party Rock Mansion | Dance27 (7 Wo.)Dance | Erstveröffentlichung: 10. Februar 2015  |
| 2016 | Party Train Party Rock Mansion  | — | Erstveröffentlichung: 18. Februar 2016  |

### Singles als Gastmusiker
| Jahr | Titel Album                                | Höchstplatzierung, Gesamtwochen, AuszeichnungChartplatzierungen (Jahr, Titel, Album, Platzierungen, Wochen, Auszeichnungen, Anmerkungen) | Höchstplatzierung, Gesamtwochen, AuszeichnungChartplatzierungen (Jahr, Titel, Album, Platzierungen, Wochen, Auszeichnungen, Anmerkungen) | Höchstplatzierung, Gesamtwochen, AuszeichnungChartplatzierungen (Jahr, Titel, Album, Platzierungen, Wochen, Auszeichnungen, Anmerkungen) | Höchstplatzierung, Gesamtwochen, AuszeichnungChartplatzierungen (Jahr, Titel, Album, Platzierungen, Wochen, Auszeichnungen, Anmerkungen) | Höchstplatzierung, Gesamtwochen, AuszeichnungChartplatzierungen (Jahr, Titel, Album, Platzierungen, Wochen, Auszeichnungen, Anmerkungen) | Anmerkungen                                                                       |
| Jahr | Titel Album                                | DE | AT | CH | UK | US | Anmerkungen                                                                       |
| ---- | ------------------------------------------ | --- | --- | --- | --- | --- | --------------------------------------------------------------------------------- |
| 2004 | I Gotta Know What Is Figgkidd?             | — | — | — | — | — | Erstveröffentlichung: Oktober 2004 Figgkidd feat. Tech N9ne & Redfoo              |
| 2012 | Live My Life (Party Rock Remix) Dirty Bass | DE8 (17 Wo.)DE | AT20 (15 Wo.)AT | CH6 (17 Wo.)CH | UK7 (6 Wo.)UK | US21 (1 Wo.)US | Erstveröffentlichung: 6. März 2012 Far East Movement feat. Justin Bieber & Redfoo |
| 2012 | Run Wild Ones                              | — | — | — | — | — | Erstveröffentlichung: 3. Juli 2012 Flo Rida feat. Redfoo                          |
| 2014 | Drop Girl Everythang’s Corrupt             | DE92 (1 Wo.)DE | — | — | — | — | Erstveröffentlichung: 6. Juli 2014 Ice Cube feat. Redfoo & 2 Chainz               |

Promo-Singles
als Solomusiker
- 2013: Heart Of A Champion
- 2014: Where the Baes At? (mit Eric DLux und Rio Gonder)
- 2014: Like Ya Just Don’t Care
- 2015: Where the Sun Goes (featuring Stevie Wonder)
- 2016: Booty Man
- 2016: Lights Out
- 2016: Meet Her At Tomorrow (mit Dimitri Vegas & Like Mike)
- 2017: Brand New Day
- 2017: Sock It to Ya
- 2018: Everything I Need (mit VINAI)

als Gastmusiker
- 1999: Duet (The Black Eyed Peas featuring Redfoo)
- 2004: I Gotta Know (Figgkidd featuring Tech N9ne und Redfoo)
- 2011: Took My Love (Pitbull featuring Redfoo, Vein und David Rush)
- 2012: Live My Life (Party Rock Remix) (Far East Movement featuring Justin Bieber und Redfoo)
- 2012: Run (Flo Rida featuring Redfoo)
- 2014: Drop Girl (Ice Cube featuring Redfoo und 2 Chainz)
- 2014: Literally I Can’t (Play-N-Skillz featuring Redfoo, Lil Jon und Enertia McFly)
- 2017: Spotlight (DJ Komori featuring Redfoo und Latifa Tee)
- 2017: Holiday (HRVY featuring Redfoo)

## Auszeichnungen für Musikverkäufe
| Goldene Schallplatte - Neuseeland - 2015: für die Single Let’s Get Ridiculous - Polen - 2024: für die Single New Thang Platin-Schallplatte - Neuseeland - 2015: für die Single New Thang | 4× Platin-Schallplatte - Australien - 2014: für die Single Let’s Get Ridiculous |

| Land/RegionAuszeichnungen für Musikverkäufe (Land/Region, Auszeichnungen, Verkäufe, Quellen) | Gold     | Platin     | Verkäufe | Quellen          |
| -------------------------------------------------------------------------------------------- | -------- | ---------- | -------- | ---------------- |
| Australien (ARIA)                                                                            | —        | 4× Platin4 | 280.000  | aria.com.au      |
| Neuseeland (RMNZ)                                                                            | Gold1    | Platin1    | 22.500   | radioscope.co.nz |
| Polen (ZPAV)                                                                                 | Gold1    | —          | 25.000   | olis.pl          |
| Insgesamt                                                                                    | 2× Gold2 | 5× Platin5 |          |                  |